# يزفورو
يزفورو هي بلدية تقع في إقليم أرجيش في رومانيا.